# آتغاریا
آتغاریا (به لاتین: Atgharia Upazila) یک منطقهٔ مسکونی در بنگلادش است که در ناحیه پابنا واقع شده‌است. آتغاریا ۱۸۶٫۱۵ کیلومتر مربع مساحت و ۱۲۴٬۴۵۴ نفر جمعیت دارد.